# Solimano Çelebi
Solimano Çelebi (in turco ottomano سليمان جلبي, in turco Süleyman Çelebi, anche noto come Emir Süleyman; Edirne, 1377 – Istria, 17 febbraio 1411) è stato un principe ottomano, pretendente al trono durante l'interregno (1402-1413), durante il quale controllò la Rumelia.

## Biografia

### Origini
Solimano Çelebi nacque nel 1377 a Edirne. Suo padre era il principe ottomano Bayezid, figlio del sultano Murad I, che nel 1389 sarebbe divenuto a sua volta sultano. 
Nel 1390, suo padre lo nominò governatore di una delle provincie ottomane di nuova conquista, corrispondente ai territori del Saruhan. Nel 1393, conquistò Tarnovo per ordine di suo padre, che voleva impedire un'alleanza bulgaro-ungherese. Nel 1396, prese parte alla battaglia di Nicopoli, dove venne notato per aver convinto suo padre a risparmiare la vita ai prigionieri con meno di venti anni. Nel 1398, sconfisse in battaglia Kara-Yuluk Osman, sovrano di Ak-Koyunlu, e occupò Sivas, che gli venne data come feudo personale e che lasciò a Malkocoglu Mustafa nel 1400, quando la città fu minacciata dai timuridi. Nel 1400, Solimano divenne il figlio maggiore di Bayezid dopo la morte di suo fratello maggiore Ertuğrul, e venne quindi nominato governatore, oltre che di Saruhan, anche di Aydin e Karasi.  

### Battaglia di Ankara
Solimano, insieme ai suoi fratelli Mustafa, Musa, Isa e Mehmed, presero tutti parte alla battaglia di Ankara del 1402, in cui gli ottomani furono sconfitti da Tamerlano, khan timuride, che prese prigionieri Bayezid e alcuni suoi figli, figlie e consorti. 
Solimano guidava le truppe dell'ala sinistra e riuscì a fuggire insieme ad alcuni comandanti militari, fra cui Çandarlı Ali Pasha, Kara Timurtas Pasha ed Evrenos Bey, e a riparare a Bursa, una delle principali città ottomane. Saputo che i nipoti di Tamerlano, Mehmed Mirza e Abu Bakr Mirza, stavano marciando sulla città, fuggì a Gallipoli insieme al secondo esercito ottomano, portando con sé il tesoro, i suoi fratelli minori Kasim e Yusuf e sua sorella minore Fatma; arrivando in città il 20 agosto 1402. 
Bisognoso di alleati, Solimano cercò immediatamente un trattato con i bizantini, che suo nonno Murad I aveva ridotto al rango di vassalli, offrendo di cedere loro Gallipoli, metà Rumelia e la flotta ottomana, offerte che furono mal accolte dagli ottomani, e nel mentre cercò anche un'intesa con Mircea I di Valacchia, con cui firmò la pace in ottobre 1402. A metà settembre, Solimano si recò a Costantinopoli per ratificare il trattato coi bizantini, ma l'imperatore Giovanni VII Paleologo si rifiutò di firmale senza l'approvazione di suo zio Manuele II, al momento assente. Alla fine, il trattato fu firmato nel gennaio 1403, con la mediazione di Venezia, Genova, il duca di Nasso e gli Ospitalieri di Malta, e Solimano giurò di rispettarlo nel nome del "grande profeta Gesù Cristo", che gli valse accuse di infedeltà da parte di suo fratello Musa nel corso delle successive guerre civili. Il trattato era fortemente sbilanciato: in cambio di vaghe promesse, i bizantini ricevettero Salonicco, Kalamaria, i territori fra il fiume Galicos e Vardar e la costa marmara fino alla Mesembria, oltre all'esenzione dai tributi. I genovesi ottennero una completa esenzione fiscale per i loro commerci e per i genovesi residenti nei territori ottomani, mentre i veneziani ricevettero quasi tutti i territori ottomani in Europa, più Atene e Negroponte, e Stefano Lazarević ottenne l'indipendenza per i propri territori. In più, Solimano dovette sposare la nipote di Manuele, figlia illegittima di suo fratello Teodoro di Morea, e pretese che gli venissero consegnati come ostaggi Kasim, Yusuf, Fatma e il figlio di Solimano, Orhan.  

### Interregno
Dopo la sua vittoria sugli ottomani e l'imprigionamento di Bayezid I, Tamerlano stabilì che tutti i beylik da loro sottomessi riacquistassero l'indipendenza e che i territori rimanenti fossero spartiti fra i figli di Bayezid Solimano, Isa e Mehmed, a cui assegnò, rispettivamente, la Rumelia (con capitale Edirne), l'Anatolia occidentale (con capitale Bursa) e l'Anatolia orientale (con capitale Amasya). 
Inviò ambasciatori con doni a tutti e tre e consegnò loro un editto col suo tamga (sigillo) che stabiliva i rispettivi diritti sulle terre, obbligandoli anche a congratularsi e a inviarsi doni l'un l'altro. Nel 1403, liberò anche Musa e lo inviò a prendere il posto di Isa in Anatolia, ponendolo però sotto la tutela di Mehmed. Tuttavia, non appena Tamerlano si ritirò a est, iniziò una furiosa guerra civile fra i fratelli, con lo scopo di riunire l'Impero ottomano e prenderne possesso.  
A dare avvio alle ostilità fu Mehmed, che cercò di ottenere la sottomissione di Isa, che da parte sua si alleò con Solimano contro il fratello. Tuttavia, nel 1403 Mehmed sconfisse Isa a Ulubat, costringendolo alla fuga a Costantinopoli, e si proclamò Sultano. In agosto, Solimano pagò il riscatto per Isa e lo riarmò, spronandolo ad affrontare nuovamente Mehmed. Isa conquistò Karasi, Beypazarı e Sivrihisar, ma non riuscì a ottenere che Bursa gli aprisse le porte. Isa morì nello stesso mese per cause ignote, e della sua morte furono accusati sia Mehmed che Solimano.  
Dopo la morte di Isa, Solimano scese personalmente in campo contro Mehmed. Nel marzo 1404, Solimano prese Bursa. Mehmed cercò di radunare le sue forze ad Ankara, ma quasi nessuno dei suoi vassalli rispose. Impossibilitato ad affrontare Solimano, Mehmed lasciò la difesa di Ankara al suo luogotenente Firuzoğlu Yakup Bey e si rifugiò a Rum. Quando Solimano marciò su Ankara, la città bassa gli aprì le porte, ma Yakub Bey e un piccolo gruppo di sodali si rifugiarono nella cittadella fortificata e inviarono una richiesta d'aiuto a Mehmed, ma la risposta fu intercettata da Çandarlı Ali Pasha e sostituita con una che ordinava di arrendersi a Solimano. Ottenuta la resa di Ankara, Solimano tornò a Bursa. Nel corso del 1404, Solimano conquistò gran parte dei territori anatolici: meglio armato e sostenuto rispetto a Mehmed, non incontrò nessuna resistenza e nell'estate 1405 poté tornare in Rumelia per sopprimere una rivolta in Bulgaria. Dopodiché, affrontò nuovamente Mehmed nel giugno 1407, sconfiggendolo e obbligandolo alla fuga sulle montagne di Smirne. Nel settembre, Solimano mise insieme un esercito di 25.000 uomini che comprendeva truppe da Menteşe, Karaman e Germiyan per oltre 15.000 unità (rispettivamente 2.000, 3.000 e 10.000 uomini per parte), e si preparò a marciare su Smirne. Fu in questo periodo che in Europa si diffuse la diceria che Solimano fosse "l'imperatore dei Turchi".   
Nel 1408, Mehmed sobillò suo fratello Musa sperando che creasse un diversivo che distraesse Solimano e gli permettesse di riprendere terreno in Anatolia. Solimano contattò i sovrani di Karaman e Germiyan con l'ordine di catturare Musa, che sfuggì a Sinop, nel Candar. Solimano marciò contro Sinop, ma fu bloccato dall'inverno e dovette fermarsi a Goynuk, ma col ritorno dell'estate Musa era già fuggito in Valacchia, forse con l'aiuto di Manuele II Paleologo, dove fu accolto da Mircea I, che gli diede in moglie sua figlia.    
Impegnato in Anatolia, Solimano dovette necessariamente adottare una politica pacifica in Rumelia, interrompendo le incursioni verso i regni cristiani. Questo causò il risentimento dei giannizzeri, truppe che erano pagate quasi esclusivamente coi bottini di guerra, che per questo motivo disertarono in gran numero a favore di Musa. A settembre 1409, Musa invase la Mesembria, e nel febbraio 1410 raggiunse Edirne, occupando nel frattempo anche Gallipoli, così da impedire a Solimano di tornare in Rumelia.      
Solimano riuscì ad attraversare i Dardanelli grazie all'aiuto di Manuele II Paleologo. La sua fuga creò un clima di instabilità in Anatolia, dove Mehmed e i beylikari locali iniziarono a spartirsi le sue terre, ma il 15 giugno 1410 Solimano riuscì a sconfiggere Musa nella battaglia di Kosmidion, la quale vide affrontarsi anche i principi serbi Vuk Lazarević e Lazar Branković. Alla fine, Musa giustiziò Vuk per tradimento. Solimano e Musa si affrontarono nuovamente l'11 luglio a Edirne, e Solimano vinse nuovamente, e in seguito bruciò Filippopoli per vendetta, trasformando la città in un terreno di costante battaglia fra i due.      

### Morte
Le fonti sono vaghe su cosa successe fra il 1410 e la morte di Solimano a febbraio 1411, tranne che sul fatto che per qualche ragione perse quasi tutto il supporto dei suoi alleati, che disertarono per Musa quando marciò per l'ultima volta su Edirne. 
Secondo le cronache, l'11 febbraio 1411 la città si arrese mentre Solimano giaceva ubriaco in un hammam, dopo che aveva scacciato i suoi fedelissimi, Kara Bey, Kara Mukbil e Orhan Bey, venuti ad avvertirlo dell'attacco. Solimano riuscì a lasciare la città, ma il 17 febbraio 1411, mentre cercava di raggiungere Costantinopoli, venne catturato e consegnato a Musa, che lo fece strangolare. Un'altra versione vuole che Solimano venne tradito e ucciso e la sua testa consegnata a Musa, che ordinò di giustiziare i traditori e bruciare il loro villaggio. 
I resti di Solimano furono sepolti a Bursa, nella türbe di Orhan I.

## Titolo

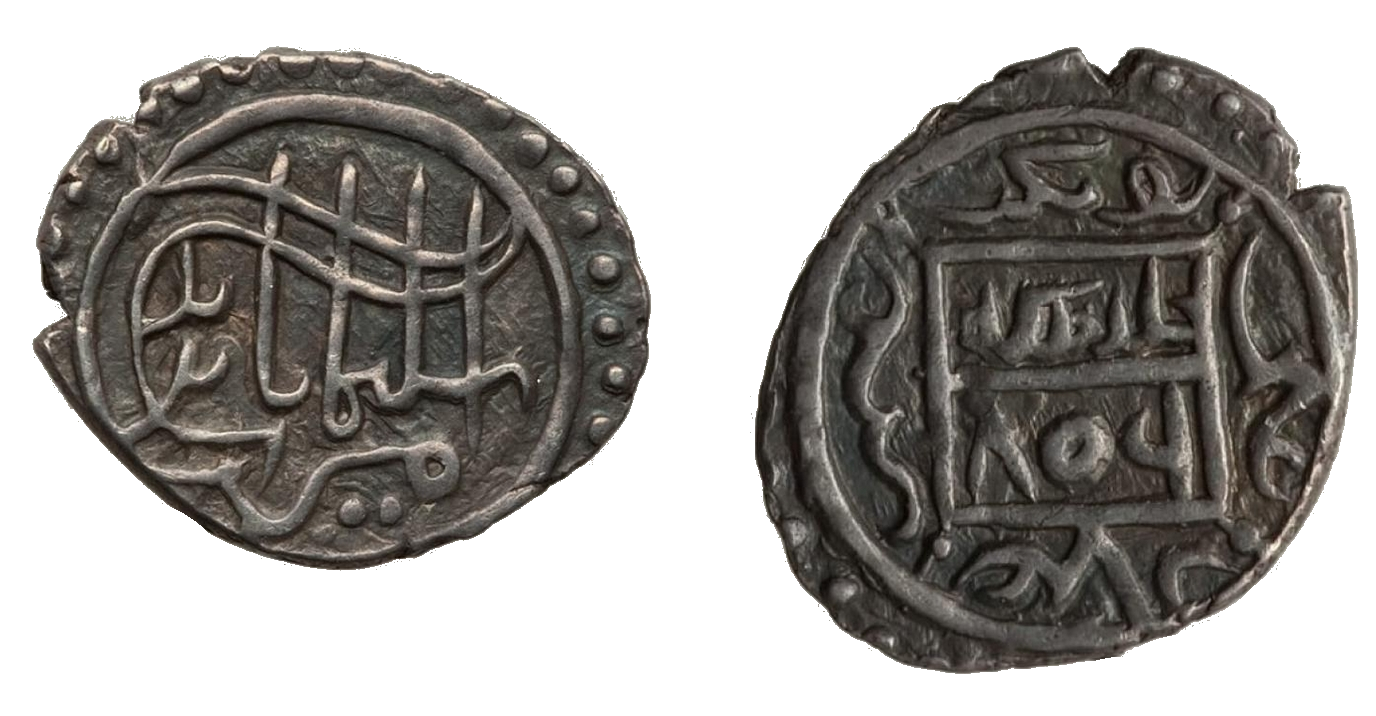
Monete coniate da Solimano, dove si attribuisce il titolo "Emiro"

Basandosi sulle monete da lui coniate e sulle cronache ottomane, Solimano usò solamente il titolo di Emiro e non assunse mai il titolo di sultano, pur essendo per quasi tutto l'interregno il pretendente più potente e quello che controllava l'area più vasta e rilevante.
Ciononostante, è esistita una tradizione storica occidentale che lo vedeva come legittimo sultano ottomano ed era solita attribuirgli tale titolo, insieme alla nomea di "Solimano I". In base a questa numerazione, i due legittimi sultani con lo stesso nome erano indicati erroneamente come "Solimano II" (Solimano I il Magnifico) e "Solimano III" (Solimano II).

## Famiglia
Solimano aveva un'unica consorte nota, che era l'unica figlia, illegittima, di Teodoro I Paleologo, despota di Morea e figlio dell'imperatore Giovanni V; che lui sposò nel 1404 a seguito del trattato firmato con Manuele II, fratello di Teodoro.  
Aveva un solo figlio noto, nato da una concubina senza nome:
- Orhan Çelebi (1395 - 1429). Nel 1403, suo padre lo consegnò come ostaggio all'imperatore bizantino Manuele II Paleologo a Costantinopoli. Fra il 1422 e il 1429 partecipò alla difesa di Tessalonica contro gli ottomani e per questo fu catturato, accecato e infine giustiziato. Aveva tre figli e due figlie:
  - Orhan Çelebi (1412 - 29 maggio 1453). Nato a Costantinopoli, dove suo padre era tenuto in ostaggio, gli furono assegnate nominalmente le terre di Struma, governate in sua vece dal sultano ottomano in cambio di un tributo di 3 000 aspri all'anno per il mantenimento di Orhan a Costantinopoli. Nel 1451, il sultano Mehmed II rifiutò di pagare il tributo e due anni dopo assediò Costantinopoli. Orhan e altri 600 ottomani residenti lì si offrirono volontariamente per prendere parte alla difesa della città, e fu loro assegnato il tratto di mura del porto Eleftheria, che fu l'ultimo a cadere. Orhan fu poi catturato mentre cercava di uscire dalla città travestito da monaco, consegnato a Mehmed e da lui giustiziato.
  - Mehmed Şah Çelebi (morto il 30 dicembre 1421, forse giustiziato da Murad II);
  - Paşa Melek Hatun, che sposò un Sanjak-bey ottomano.
  - Fatma Şahzade Hatun, meglio nota col titolo di Hund Şehzade (1422 - 1455).
  - Suleyman Çelebi (1423 - 1437).

## Personalità
Nelle cronache più antiche, Solimano viene descritto come un coraggioso guerriero, ma dotato di misericordia e gentilezza, facendo riferimento agli episodi in cui liberò o risparmiò la vita ai prigionieri più giovani. Era anche noto come il protettore di numerosi poeti, fra cui Süleyman Dede, Ahmedi, Niyazi, Khamzevi e Haci Pasha. 
Tuttavia, le cronache successive descrissero soprattutto la sua tendenza all'alcoolismo e ad altri vizi edonistici, insistendo in particolare sull'abitudine di bere vino negli hammam fino all'ubriachezza.